# Cristian Gațu
Cristian Gațu, romunski rokometaš, * 20. avgust 1945, Bukarešta.
Leta 1972 je na poletnih olimpijskih igrah v Münchnu v sestavi romunske rokometne reprezentance osvojil bronasto olimpijsko medaljo.
Čez štiri leta je poletnih olimpijskih igrah v Montrealu v sestavi romunske rokometne reprezentance osvojil srebrno olimpijsko medaljo.
Od leta 1996 do 2014 je bil predsednik Romunske rokometne zveze. 